# 6-та армія (Франція)
6-та а́рмія  (фр. 6e armée) — польова армія сухопутних військ Франції за часів Першої та Другої світових війн.

## Історія
6-та французька армія була сформована 26 серпня 1914 року шляхом переформування французької армії «Лоррейн» та початком збройного конфлікту з Німецькою імперією у Першій світовій війні.

## Командування

### Командувачі
1-ша світова війна
- дивізійний генерал Мішель Жозеф Монурі (фр. Michel Joseph Maunoury) (26 серпня 1914 — 13 березня 1915);
- дивізійний генерал П'єр Луї Дюбуї (фр. Pierre Joseph Louis Alfred Dubois) (13 березня 1915 — 26 лютого 1916);
- дивізійний генерал Марі Еміль Файоль (фр. Marie Émile Fayolle) (26 лютого 1916 — 19 грудня 1916);
- дивізійний генерал Шарль Манжен (фр. Charles Mangin) (19 грудня 1916 — 4 травня 1917);
- дивізійний генерал Поль Мастре (фр. Paul Maistre) (4 травня — 11 грудня 1917);
- дивізійний генерал Дені Огюст Дюше (фр. Denis Auguste Duchêne) (11 грудня 1917 — 10 червня 1918);
- дивізійний генерал Жан-Марі Деготе (фр. Jean-Marie Degoutte) (10 червня — 15 жовтня 1918);
- дивізійний генерал Антуан де Бойсоді (фр. Antoine Baucheron de Boissoudy) (15 жовтня — 18 листопада 1918);
- дивізійний генерал Жан-Марі Деготе (18 листопада 1918 — жовтень 1919).

2-а світова війна
- генерал армійського корпусу Антуан Бессон (фр. Antoine Marie Benoit Besson) (2 вересня — 16 жовтня 1939);
- генерал армійського корпусу, з 10 лютого 1940 армійський генерал Рене Олрі (фр. René Olry) (16 жовтня 1939 — 1 липня 1940);
- дивізійний генерал Робер-Огюст Туше (фр. Robert-Auguste Touchon) (липень 1940).